# Dům čp. 91 (Kolín)
Dům čp. 91 je nárožní patrový dům stojící na jihozápadní straně Karlova náměstí v Kolíně. Vznikl spojením dvou původních gotických domů. Během roku 1651 byl raně barokně přestavěn. Po požáru města 1734 byl přestavěn podle podle plánů Josefa Jedličky, kdy bylo postaveno průčelí se dvěma mohutnými štíty s nikami, ve kterých byly umístěny sochy svatého Josefa a svatého Karla od neznámého autora. Dům svým vývojem dokládá stavební etapy města. Z gotického období zůstaly zachovány sklepy a oblouky loubí. Jeden oblouk byl odkryt, dva zůstaly zazděné. Pravděpodobně se dochovaly také některé zdi středověkého původu v přízemí. Objekt je chráněn jako kulturní památka.

## Historie
Měšťanský dům byl postaven v druhé polovině 14. století, což lze potvrdit dochovaným lomeným obloukem nárožního podloubí. K vlastníkům patřila řada zemanských i měšťanských rodů. Na počátku 17. století dům „U černého orla“ vlastnil například Jan Moravec nebo Zachariáš Zloch, který zemřel na mor v roce 1625. Od konšela Pavla Horyny, jemuž dům poničil požár, koupil spáleniště v roce 1651 císařský podplukovník a rytíř Jan Michal Baralič z Bihače. Movitý zeman nechal postavit raně barokní dům se sdruženými okny v patře. Po jeho smrti (6. dubna 1665) spravoval majetek jeho syn Martin František Baralič, kterého i s rodinou zahubila morová epidemie v roce 1680. Od roku 1706 byl majitelem domu purkrabí Karel Václav Lysander z Ehrenfeldu a po jeho smrti jeho syn Josef František Lysander, který dům po požáru města během roku 1734 nechal opravit podle projektu stavitele Josefa Jedličky. V roce 1736 koupil dům hejtman kounického panství Václav Bartošovský. Mezi další majitele patřili od roku 1743 sklářský mistr Kristián Eisner a poté jeho syn Antonín Eisner.
V 19. století dům patřil židovské rodině Petschků. Moses Petschek začínal jako podomní obchodník a s rodinou se přestěhoval z Peček do Kolína. Zde se do rodiny narodili bratři a významní podnikatelé – Isidor Petschek, Julius Petschek a Ignác Petschek (1857–1934).

## Popis
Jednopatrový nárožní dům byl postaven při jihozápadní straně náměstí spojením dvou gotických domů. Průčelí je orientováno východním směrem do náměstí a děleno třemi okenními osami. Sedlové střechy domu jsou z pohledu náměstí zakryty dvěma mohutnými štíty. Sdružená okna v prvním patře zdobí jednoduché šambrány s uchy. Nad okny jsou zvlněné nadokenní římsy. Mělké podokenní římsy jsou doplněny páskovým parapetem. Profilovanou okapní římsu kryje pálená krytina (kůrka). Nad římsou prodlužuje fasádu atika se dvěma volutovými štíty. V každém štítu je nika se sochou světce (svatý Josef a svatý Karel). Strany štítů zdobí dva pilastry s hlavicí, které jsou zakončeny prolamovanou římsou krytou prejzy.
Nároží v přízemí tvoří zachovaná část gotického podloubí. Do náměstí má lomený oblouk kamenné ostění. Směrem do Pražské ulice je pouze omítnut. Jižní stranu stavby dělí sedm okenních os a fasádu podlaží člení kordonová římsa. Okna v prvním patře mají pod okenním parapetem plasticky vyznačen stlačený oblouk a jsou rámována jednoduchou šambránou. Přízemí směřující do Pražské ulice člení za obloukem podloubí menší a větší obdélný výkladec. Ve dvou třetinách délky jižní boční stěny za okapovým svodem je vchod krytý roletou a další dva menší vykládce. Okapní římsa je bohatě profilovaná. Nároží domu v patře tvoří plastická bosáž – svislý štukový pás vodorovně přerušovaný.
V podloubí je vchod do prodejny, který má po stranách dva menší obdélné výkladce. Z prodejny vede průchod do zadní části objektu s mělkou klenbou. Vstupy do dalších  prostor objektu navazují na sebe. Kolmo na stěnu pokračuje zazděné další pole podloubí. Z pohledu náměstí navazují v přízemí dva další vykládce a vstup do prodejny, kterou tvoří obdélná místnost s rovným stropem.
Podloubí je klenuto plackovými klenbami. Přízemí a patro je klenuto valenou klenbou s výsečemi. Fasáda domu do dvora je ve střední části v patře přerušena terasou, kterou uzavírá  dvouosá arkáda. Boční strany průčelí dvora prodlužují přízemní přístavby s obchody. 

### Přestavba
V rámci barokní přestavby v 18. století bylo postaveno charakteristické průčelí s dvojicí volutových štítů. Barokní sochy zemských patronů svatého Josefa a svatého Zikmunda pocházejí od neznámého autora z roku 1736. Byly zhotoveny v životní velikosti z kutnohorského mušlového vápence. Silně poškozené sochy byly v roce 2016 sundány pro zhotovení   kopií. Restaurované originály se umístí v městském lapidáriu.